# Liste der Nummer-eins-Hits in Japan (1978)
Die Liste der japanischen Nummer-eins-Hits enthält die Daten vom 1. Januar bis zum 31. Dezember 1978. Die letzte Woche im Jahr fällt mit der ersten Woche des neuen Jahres zusammen. Angegeben sind die Verkaufszahlen der jeweiligen Nummer eins in ihrer Woche. Alle Angaben basieren auf den offiziellen japanischen Charts von Oricon.

## Singles
| ← 1977 ← | Liste der Nummer-eins-Hits in Japan | Liste der Nummer-eins-Hits in Japan | Liste der Nummer-eins-Hits in Japan | 1979 →                    |
| \| Zeitraum \| Wo. ges. \| Interpret \| Titel Autor(en) \| Zusätzliche Informationen \| \| (Zeitraum, Wochen auf Platz eins, Interpret, Titel, Autor[en], zusätzliche Informationen) \| \| \| \| \| \| ----------------------------------------------------------------------------------------- \| -------- \| ----------------------------- \| ----------------------------- \| ------------------------- \| \| 19. Dezember 1977 – 26. Februar 1978 10 Wochen \| 10 \| Pink Lady \| UFO \| – \| \| 27. Februar 1978 – 12. März 1978 2 Wochen \| 2 \| Masaaki Hirao & Yōko Hatanaka \| Canada Kara no Tegami \| – \| \| 13. März 1978 – 2. April 1978 3 Wochen \| 3 \| Candies \| Hohoemi Gaeshi \| – \| \| 3. April 1978 – 4. Juni 1978 9 Wochen \| 9 \| Pink Lady \| Southpaw \| – \| \| 5. Juni 1978 – 11. Juni 1978 1 Woche \| 1 \| Kenji Sawada \| Darling \| – \| \| 12. Juni 1978 – 2. Juli 1978 3 Wochen \| 3 \| Eikichi Yazawa \| Jikan yo Tomare \| – \| \| 3. Juli 1978 – 9. Juli 1978 1 Woche \| 1 \| Circus \| Mr. Summertime \| – \| \| 10. Juli 1978 – 3. September 1978 8 Wochen \| 8 \| Pink Lady \| Monster \| – \| \| 4. September 1978 – 10. September 1978 1 Woche \| 1 \| Masanori Sera & Twist \| Hikigane \| – \| \| 11. September 1978 – 1. Oktober 1978 3 Wochen (insgesamt 4) \| 4 \| Takao Horiuchi \| Kimi no Hitomi wa 10,000 Volt \| – \| \| 2. Oktober 1978 – 8. Oktober 1978 1 Woche (insgesamt 4) \| 4 \| Pink Lady \| Tomei Ningen \| – \| \| 9. Oktober 1978 – 15. Oktober 1978 1 Woche (insgesamt 4) \| 4 \| Takao Horiuchi \| Kimi no Hitomi wa 10,000 Volt \| – \| \| 16. Oktober 1978 – 5. November 1978 3 Wochen (insgesamt 4) \| 4 \| Pink Lady \| Tomei Ningen \| – \| \| 6. November 1978 – 17. Dezember 1978 6 Wochen \| 6 \| Chiharu Matsuyama \| Kisetsu no Naka de \| – \| \| 18. Dezember 1978 – 28. Januar 1979 6 Wochen \| 6 \| Pink Lady \| Chameleon Army \| – \| |                                     |                                     |                                     |                           |
| ← 1977 |                                     |                                     |                                     | → 1979 →                  |
| Zeitraum | Wo. ges.                            | Interpret                           | Titel Autor(en)                     | Zusätzliche Informationen |
| (Zeitraum, Wochen auf Platz eins, Interpret, Titel, Autor[en], zusätzliche Informationen) |                                     |                                     |                                     |                           |
| 19. Dezember 1977 – 26. Februar 1978 10 Wochen | 10                                  | Pink Lady                           | UFO                                 | –                         |
| 27. Februar 1978 – 12. März 1978 2 Wochen | 2                                   | Masaaki Hirao & Yōko Hatanaka       | Canada Kara no Tegami               | –                         |
| 13. März 1978 – 2. April 1978 3 Wochen | 3                                   | Candies                             | Hohoemi Gaeshi                      | –                         |
| 3. April 1978 – 4. Juni 1978 9 Wochen | 9                                   | Pink Lady                           | Southpaw                            | –                         |
| 5. Juni 1978 – 11. Juni 1978 1 Woche | 1                                   | Kenji Sawada                        | Darling                             | –                         |
| 12. Juni 1978 – 2. Juli 1978 3 Wochen | 3                                   | Eikichi Yazawa                      | Jikan yo Tomare                     | –                         |
| 3. Juli 1978 – 9. Juli 1978 1 Woche | 1                                   | Circus                              | Mr. Summertime                      | –                         |
| 10. Juli 1978 – 3. September 1978 8 Wochen | 8                                   | Pink Lady                           | Monster                             | –                         |
| 4. September 1978 – 10. September 1978 1 Woche | 1                                   | Masanori Sera & Twist               | Hikigane                            | –                         |
| 11. September 1978 – 1. Oktober 1978 3 Wochen (insgesamt 4) | 4                                   | Takao Horiuchi                      | Kimi no Hitomi wa 10,000 Volt       | –                         |
| 2. Oktober 1978 – 8. Oktober 1978 1 Woche (insgesamt 4) | 4                                   | Pink Lady                           | Tomei Ningen                        | –                         |
| 9. Oktober 1978 – 15. Oktober 1978 1 Woche (insgesamt 4) | 4                                   | Takao Horiuchi                      | Kimi no Hitomi wa 10,000 Volt       | –                         |
| 16. Oktober 1978 – 5. November 1978 3 Wochen (insgesamt 4) | 4                                   | Pink Lady                           | Tomei Ningen                        | –                         |
| 6. November 1978 – 17. Dezember 1978 6 Wochen | 6                                   | Chiharu Matsuyama                   | Kisetsu no Naka de                  | –                         |
| 18. Dezember 1978 – 28. Januar 1979 6 Wochen | 6                                   | Pink Lady                           | Chameleon Army                      | –                         |